# GHOP
De Google Highly Open Participation Contest was een wedstrijd van Google in 2007-2008 bedoeld voor middelbare scholieren. Met de wedstrijd werd beoogd jonge mensen (minimale leeftijd 13 jaar) ertoe aan te moedigen mee te doen aan opensourceprojecten.

## Prijzen
De prijzen van Google waren een T-shirt en een deelnamecertificaat wanneer iemand ten minste één taak voltooid had en 100 dollar wanneer iemand drie taken voltooid had, met een maximum van 500 dollar (bij voltooiing van vijftien taken). Daarnaast was er een zeer bijzondere prijs: een bezoek aan het Googlehoofdkantoor voor de prijsuitreiking. Ieder opensourceproject in de wedstrijd koos een deelnemer uit die deze bijzondere prijs in ontvangst mocht nemen.